# عزای عمومی

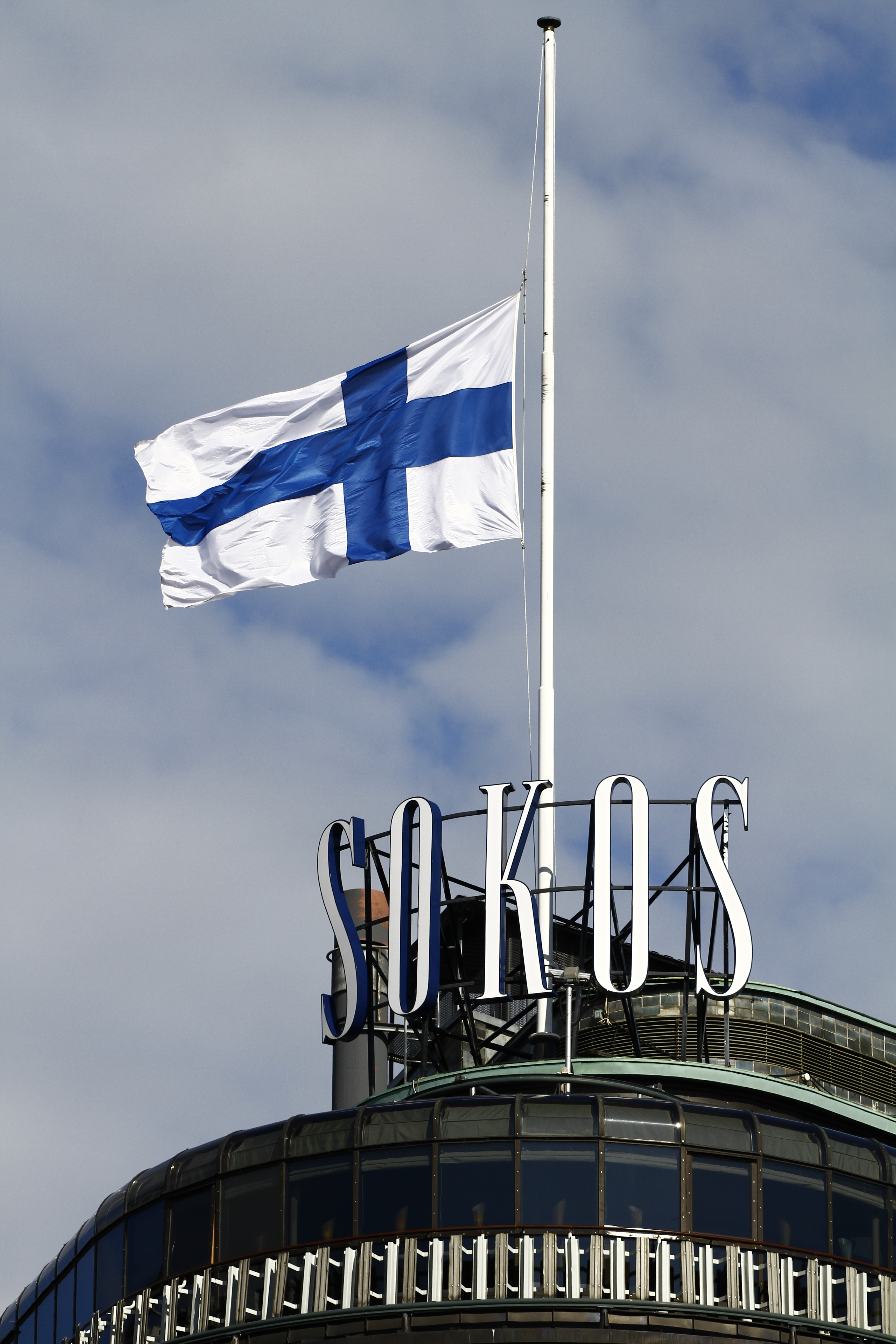
پرچم نیمه برافراشته فنلاند در عزای حملات نروژ

عزای عمومی روز و یا روزهایی معین و مشخص برای عزاداری و گرفتن مراسم‌های یادبود، در میان اکثریت مردم یک کشور است. این روزها معمولاً توسط حکومت به صورت رسمی اعلام می‌شوند. چنین روزهایی معمولا در پی رخدادهای بزرگ و یا درگذشت افراد مشهور اعلام می‌‌شود. در چنین روزهایی معمولا پرچم‌های کشور در همه اماکن تحت کنترل دولت‌ها به حالت نیمه بر افراشته در می‌آید. در برخی از موارد عزای عمومی با تعطیلی نیز همراه می‌شود.